# Andriej Bubnow
Andriej Siergiejewicz Bubnow (ros. Андрей Сергеевич Бубнов; ur. 22 marca?/3 kwietnia 1884 w Iwanowie-Wozniesiensku, zm. 1 sierpnia 1938 w miejscu egzekucji Kommunarka pod Moskwą) – socjaldemokratyczny i komunistyczny polityk rosyjski, działacz państwowy RFSRR i ZSRR, wyższy funkcjonariusz i ideolog RKP(b) i WKP(b), komandarm Armii Czerwonej, ludowy komisarz oświaty RFSRR(1929-1937), ofiara wielkiej czystki w ZSRR.

## Życiorys

### Pochodzenie i wczesna działalność
Pochodził z rosyjskiej rodziny kupieckiej z Iwanowo-Wozniesieńska. W 1903 r. ukończył szkołę powszechną i wstąpił do bolszewickiej frakcji RSDPR. W tym samym roku został studentem Moskiewskiego Instytutu Rolniczego, z którego został relegowany za działalność rewolucyjną. Podczas rewolucji roku 1905 był członkiem komitetu RSDPR(b) najpierw w rodzinnym Iwanowo-Wozniesieńsku, gdzie uczestniczył w protestach robotniczych. 
Od 1907 r. działał w organizacji bolszewickiej w Moskwie. Po upadku rewolucji i podczas I wojny światowej prowadził pracę partyjno-agitacyjną w dużych ośrodkach przemysłowych carskiej Rosji, m.in. Niżnym Nowogrodzie, Samarze i Piotrogrodzie. W 1912 r. na VI konferencji partyjnej został wybrany w poczet kandydatów na członków Komitetu Centralnego.

### Działalność podczas rewolucji 1917 r.
Do 1917 r. był trzynastokrotnie aresztowany i pięciokrotnie skazywany na więzienie. Ostatecznie w lutym 1917 r. został zesłany na Syberię. Na miejsce katorgi jednak nie dojechał, ponieważ po drodze, na wieść o upadku caratu i wybuchu rewolucji lutowej został uwolniony. Udał się do Moskwy, gdzie wszedł do obwodowego komitetu partii bolszewickiej. Zajmował się również agitacją w Iwanowie-Wozniesieńsku i innych regionalnych ośrodkach przemysłowych. W kwietniu z jego inicjatywy, do deklaracji O stosunku do Rządu Tymczasowego wniesiono punkt żądający kontroli rad robotniczych i żołnierskich nad rządem Kiereńskiego i jego lokalnymi organami. Należał do bardziej radykalnego skrzydła moskiewskich bolszewików.
W końcu lipca 1917 r., na VI zjeździe partyjnym w Piotrogrodzie, został wybrany do Komitetu Centralnego partii bolszewickiej i przeniósł się do stolicy Rosji na stałe. Był przedstawicielem KC w piotrogrodzkim partyjnym komitecie miejskim. Podczas tegoż zjazdu Bubnow stwierdził, iż istniejące rady robotnicze nie mają żadnej władzy i ulegają wewnętrznemu rozkładowi, partia zaś powinna przygotowywać się do decydującego starcia z rządem i przejęcia władzy. Brał udział w opracowywaniu końcowych rezolucji zjazdu, w których stwierdzano, że pokojowe przejęcie władzy przez oddolnie powstałe rady jest już niemożliwe i że hasło "cała władza w ręce rad" powinno zostać zastąpione w retoryce partii hasłem "całkowitej likwidacji dyktatury kontrrewolucyjnej burżuazji". Wspólnie z Feliksem Dzierżyńskim, Wiaczesławem Mienżyńskim oraz Jakowem Swierdłowem prowadził wewnątrzpartyjne postępowanie oceniające poczynania bolszewickiej Organizacji Wojskowej i wydarzenia tzw. dni lipcowych.
Na wieść o buncie gen. Ławra Korniłowa, po apelu szefa Rządu Tymczasowego o „obronę rewolucji” przed nim, Bubnow domagał się na nadzwyczajnym posiedzeniu 36 piotrogrodzkich działaczy partyjnych w dniu 27 sierpnia 1917 r. przyjęcia innej taktyki, niż chciały najwyższe organy partyjne. Był przeciwny wejściu bolszewików do jakichkolwiek ciał, które miały bronić Rządu Tymczasowego przed prawicowymi oficerami wspólnie z eserowcami i mienszewikami. Twierdził, że partia powinna dążyć do kierowania aktywnością mas, nie wspierając ani Korniłowa, ani Kiereńskiego. Ostatecznie jednak bolszewicy zdecydowali się wezwać oraz współorganizować robotników, żołnierzy i marynarzy do walki z Korniłowem.
5/18 października 1917 r. na posiedzeniu piotrogrodzkiego komitetu partyjnego wspólnie z Grigorijem Sokolnikowem oraz Ivarem Smilgą najbardziej stanowczo domagał się natychmiastowej organizacji zbrojnego powstania przeciwko Rządowi Tymczasowemu, zgodnie ze wskazaniami przesłanymi kilka dni wcześniej przez ukrywającego się Lenina. Brał udział w posiedzeniu Komitetu Centralnego 10/22 października, podczas którego zdecydowano o organizacji powstania. 16/29 października 1917 r. wszedł w skład piotrogrodzkiego Komitetu Wojskowo-Rewolucyjnego i podczas zbrojnego przejęcia władzy przez bolszewików był odpowiedzialny, jako komisarz, za opanowanie dworców kolejowych w stolicy Rosji.
Po II Zjeździe Rad wszedł w skład Wszechrosyjskiego Centralnego Komitetu Wykonawczego (WCIK) i do Ludowego Komisariatu Transportu RFSRR. Jeszcze w listopadzie 1917 r. jako komisarz linii kolejowych został skierowany na południe Rosji, by brać udział w walce z białymi Kozakami dońskimi Aleksieja Kaledina. W grudniu 1917 r. był jednym z dowódców nieudanej obrony Rostowa nad Donem przed wojskami Kaledina.

### Okres wojny domowej

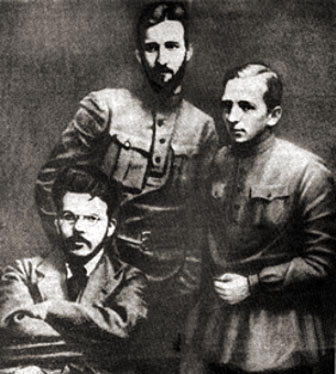
Wołodymyr Zatonśki, Jur Kociubinśki oraz Andriej Bubnow, Ukraina 1918 r.

W marcu 1918 na VII zjeździe RKP(b) opowiedział się przeciwko traktatowi brzeskiemu. W marcu tego samego roku wszedł do marionetkowego rządu radzieckiej Ukrainy jako komisarz spraw gospodarczych. Od października 1918 r. działał w bolszewickim podziemiu w Kijowie, gdzie proklamowana została Ukraińska Republika Ludowa. Był członkiem obwodowego biura Komunistycznej Partii (bolszewików) Ukrainy.
W 1919 r. (podczas interwencji radzieckiej na Ukrainie) wszedł do Rady Rewolucyjno-Wojskowej nowo utworzonego Frontu Ukraińskiego Armii Czerwonej i równocześnie do Rady Rewolucyjno-Wojskowej czerwonej 14 Armii. W marcu 1919 r., a więc po zajęciu Kijowa przez Armię Czerwoną, został przewodniczącym kijowskiego gubernialnego komitetu wykonawczego i pełnił tę funkcję przez miesiąc. W końcu 1919 r. wrócił do Moskwy, powracając równocześnie do pracy partyjnej w moskiewskim komitecie partyjnym, pełnił również funkcję członka Zarządu Głównego Przedsiębiorstw Tekstylnych. Brał udział w tłumieniu buntu marynarzy w Kronsztadzie, następnie od 1921 do 1922 r. należał do Rady Rewolucyjno-Wojskowej Północnokaukaskiego Okręgu Wojskowego i równocześnie do tejże rady w 1 Armii Konnej.

### Dalsza działalność w ZSRR
Od 1922 r. szef Oddziału Agitacyjno-Propagandowego KC RKP(b). W 1923 r. popierał Lwa Trockiego w konflikcie ze Stalinem, zaliczał się do wewnątrzpartyjnej opozycji, jednak wkrótce opowiedział się po stronie tego drugiego. W 1924 r. objął dzięki pomocy Stalina stanowisko szefa  Zarządu Politycznego Armii Czerwonej, był też członkiem Wojskowej Rady Rewolucyjnej ZSRR oraz redaktorem naczelnym „Krasnoj Zwiezdy”. Jednocześnie (kwiecień-grudzień 1925) był sekretarzem KC RKP(b), a od 1924 do 1937 r. – członkiem Biura Organizacyjnego (Orgbiuro) WKP(b). Pełniąc swoją wysoką funkcję w armii, usunął z wojska znaczną liczbę komisarzy wojskowych, którzy w konflikcie Trockiego ze Stalinem popierali Trockiego.
W 1921 r. ogłosił pracę Osnownyje momienty w razwitii kommunisticzeskoj partii w Rossii, zaś w 1924 r. Osnownyje woprosy istorii RKP, jedne z pierwszych prób syntezy historii partii komunistycznej w Rosji. Prace te zgodne były z oficjalnie przyjmowaną wizją tejże historii.
W 1929 r. odszedł z wojska, by objąć stanowisko Ludowy Komisariat Oświaty Rosyjskiej FSRRludowego komisarza oświaty RFSRR. Był ponownie wybierany do Komitetu Centralnego Partii na XIII, XIV, XV, XVI i XVII zjeździe partyjnym.
W okresie wielkiej czystki w październiku 1937 został pozbawiony wszystkich funkcji, a następnie 17 października 1937 r. aresztowany przez NKWD pod zarzutem udział w antysowieckiej organizacji terrorystycznej. W styczniu roku następnego został usunięty z KC WKP(b). 1 sierpnia 1938 wyrokiem Kolegium Wojskowego Sądu Najwyższego ZSRR został skazany na śmierć. Rozstrzelany tego samego dnia w miejscu egzekucji Kommunarka pod Moskwą, pochowany anonimowo.
14 marca 1956 zrehabilitowany przez Kolegium Wojskowe SN ZSRR, a osiem dni później (22 marca), przez Komisję Kontrolną Partii (KPK) KC KPZR przywrócony pośmiertnie w szeregi partii.
Występował pod partyjnymi pseudonimami: „Chemik” i „Jakow” oraz literackimi: A. Głostow, S. Jagłow, A. B. i in.

## Prace
- Osnownyje momienty w razwitii komunisticzeskoj partii w Rossii (1921)
- Osnownyje woprosy istorii RKP (1924)
- WKP (monografia) (1926)
- Autobiografia (1927)
- O Krasnoj Armii (1958)
- Stati i rieczi o narodnom obrazowanii (1959)

## Upamiętnienie

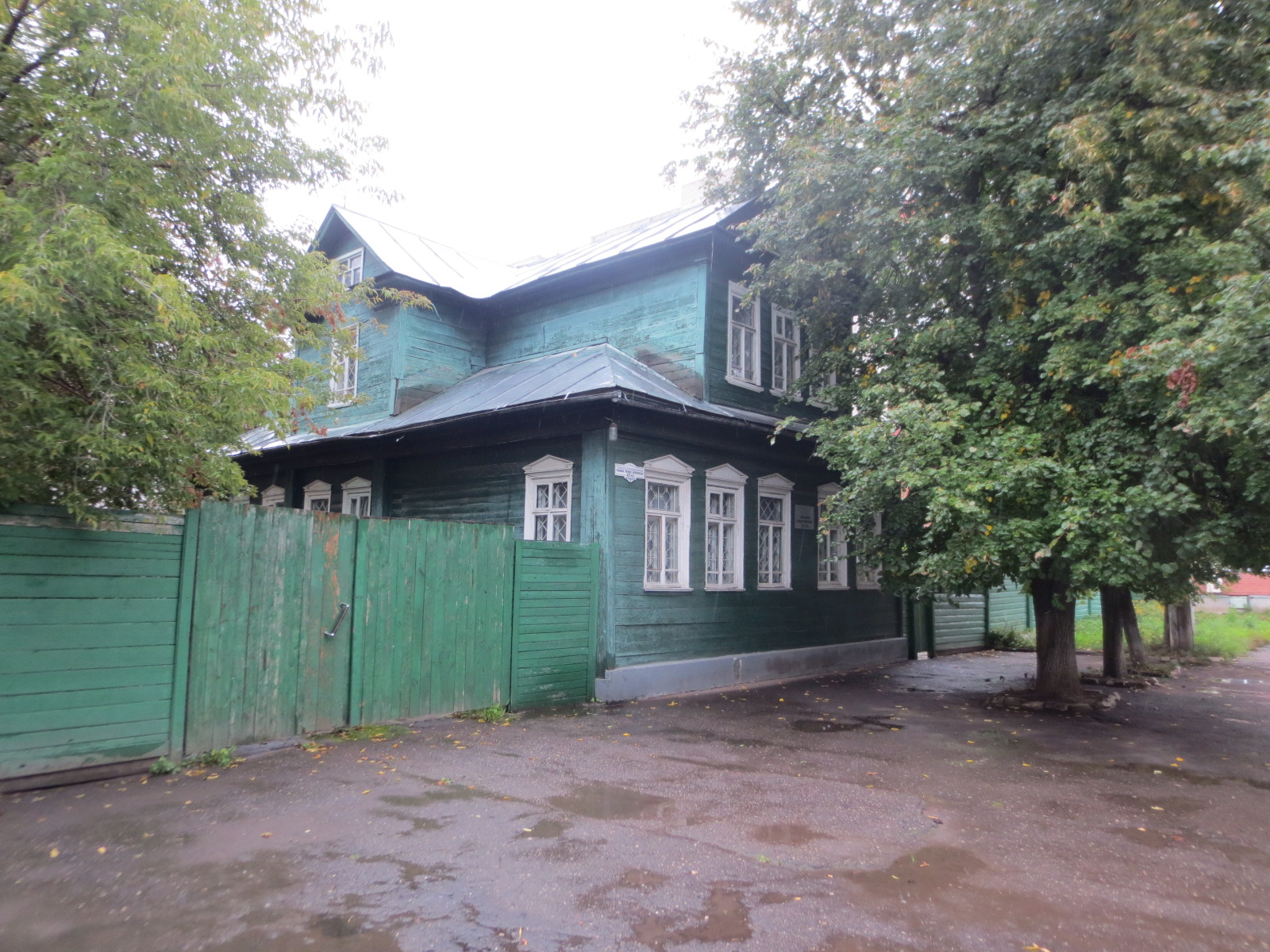
Dom-muzeum Bubnowów w Iwanowie

Dom w Iwanowie, w którym żył Bubnow w dzieciństwie został zamieniony na muzeum, w latach 1978-2002 poświęcone wyłącznie postaci rewolucjonisty, od 2002 r. funkcjonujące jako dom-muzeum rodziny Bubnowów. Popiersie Bubnowa jest częścią kompleksu pomnikowego rewolucjonistów nad Tałką w Iwanowie, w tym samym mieście znajduje się ponadto jeszcze samodzielny pomnik rewolucjonisty.
Ulice Bubnowa znajdują się w Niżnym Nowogrodzie, Astrachaniu, Samarze, do 2015 r. istniała również ulica Bubnowa w Kijowie, przemianowana w ramach dekomunizacji na Maryczanską.